# Duszpasterstwo Akademickie „Węzeł”
Duszpasterstwo Akademickie „Węzeł” (DA „Węzeł”) – łódzkie duszpasterstwo akademickie, działające przy rzymskokatolickiej parafii świętej Teresy od Dzieciątka Jezus i świętego Jana Bosko w Łodzi.  Duszpasterstwo prowadzone jest przez księży ze Zgromadzenie Salezjanów. Znajduje się w pobliżu osiedla akademickiego „Lumumbowo”. Z DA „Węzeł” korzystają głównie studenci Uniwersytetu Łódzkiego.

## Historia

### Początek działalności
Początki działalności DA „Węzeł” datuje się na lata 60. XX wieku. W 1963 roku do parafii pw. św. Teresy i św. Jana Bosko dołączył ksiądz Józef Król, który zapoczątkował działalność duszpasterską wśród studentów mieszkających na terenie osiedla akademickiego Lumumbowo. Zaczął on organizować spotkania oraz konferencje dla studentów. W tym samym roku ukończono budowę świątyni.
Dzięki decyzji ówczesnego ordynariusza łódzkiego, biskupa Michała Klepacza jesienią 1964 zostaje oficjalnie utworzone duszpasterstwo akademickie. Pierwszym duszpasterzem zostaje ksiądz Jan Palusiński z Krakowa. Na siedzibę duszpasterstwa oddane zostały pomieszczenia w podziemiach kościoła św. Teresy, w których aktualnie mieści się kawiarenka „U Pana Boga za piecem”, prowadzona przez duszpasterzy oraz studentów związanych z duszpasterstwem.
Nazwa duszpasterstwa wiąże się z kuligiem zorganizowanym przez księdza Jana Palusińskiego zimą 1965. Podczas kuligu zerwał się gruby sznur, którym były powiązane sanie. Studenci odczytali to jako znak, zaś duszpasterstwo, do którego należeli, nazwane zostało „Węzeł”. Symbol Węzła wisi do dzisiaj w kawiarence. Wykorzystywany jest co roku na spotkaniu powitalnym nowych studentów podczas inauguracji roku akademickiego w duszpasterstwie.

### Rozwój działalności
Dynamiczny rozwój DA „Węzeł” sprawił, że w 1967 było ono głównym duszpasterstwem akademickim w Łodzi. DA „Węzeł” wraz z ks. Janem Palusińskim przygotowało pierwszą edycję Festiwalu Pieśni i Piosenki Religijnej Sacrosong. W 1968 założenia, regulamin i plan działań związanych z festiwalem został przedstawiony ówczesnemu Przewodniczącemu Komisji Episkopatu ds. Apostolstwa Świeckich, kard. Karolowi Wojtyle, który nie tylko zaakceptował program Sacrosong, ale objął go swoim patronatem. Ufundował on także nagrodę (puchar). Pierwszy ogólnopolski Festiwal Pieśni i Piosenki Religijnej Sacrosong odbył się w maju 1969 w Łodzi.

### Udział w strajku studentów w Łodzi w 1981 i działalność w stanie wojennym
W styczniu 1981 doszło do strajku studentów uczelni łódzkich. Działania studentów wsparli salezjanie z DA „Węzeł” – ks. Józef Pietrusik i Stanisław Bogdański. W czasie strajku na terenie budynków Uniwersytetu Łódzkiego i Akademii Medycznej księża odprawiali msze św. dla studentów oraz ich spowiadali. Protestujący studenci otrzymali także wsparcie finansowe i żywność, którą zorganizowali im salezjanie. Studenci biorący udział w strajku oraz księża z DA „Węzeł” byli inwigilowani przez władze komunistyczne.
Podczas stanu wojennego w DA „Węzeł” odbywały się spotkania konspiracyjne Niezależnego Zrzeszenia Studentów (NZS). W tym okresie ks. Józef Pietrusik i studenci DA „Węzeł” byli przesłuchiwani przez funkcjonariuszy Służby Bezpieczeństwa (SB).

### DA „Węzeł” po 1989
W 1992 DA „Węzeł” powołało do życia Stowarzyszenie Akademickie „Węzeł”. Największym corocznym przedsięwzięciem organizowanym przez DA „Węzeł” jest Baw się bez dopingu – cykl imprez, takich jak koncerty, warsztaty artystyczne czy warsztaty asertywności, przedstawienia teatralne itd. Pierwsza edycja została zorganizowana z okazji 35-lecia DA Węzeł w 1998 roku przez ówczesnych duszpasterzy – ks. Łukasza Woźniaka oraz ks. Marka Kędzierskiego.

## Działalność duszpasterstwa i działające w nim wspólnoty
W kaplicy DA „Węzeł” msze św. odbywają się od poniedziałku od piątku, a w niedzielę studenci spotykają się na Eucharystii w kościele. 
Dla par przygotowujących się do zawarcia sakramentu małżeństwa duszpasterze prowadzą kursy przedmałżeński Przed nami małżeństwo. Organizowane są wyjazdy na doroczne spotkanie młodych w Taizé oraz na spotkania na polach lednickich. Duszpasterze DA „Węzeł” razem ze studentami organizują akademickie rekolekcje adwentowe oraz wielkopostne. Co roku w okresie wielkiego postu duszpasterstwo akademickie „Węzeł” organizuje również nabożeństwo drogi krzyżowej dla studentów, zaś w jeden z piątków organizowana jest droga krzyżowa przechodząca między akademikami na terenie miasteczka akademickiego. 
DA „Węzeł” działają także wspólnoty: Ruch Odnowy w Duchu Świętym – grupy Metanoia oraz Kana, Oaza, Grupa Taizé oraz Salezjański Ruch Ewangelizacyjny SARUEL. 
W DA „Węzeł” działa jedenaście sekcji. Do działalności kulturalnej wspólnoty należy organizacja wydarzenia Baw się bez dopingu, wieczorów filmowych, wieczorów poezji oraz wernisaży. Ponadto DA „Węzeł” posiada akademicki zespół muzyczny. Studenci z duszpasterstwa akademickiego redagują studencką gazetkę Sternik. Ponadto w DA „Węzeł” działa forum dyskusyjne Meritum. 
Działalność duszpasterstwa akademickiego przejawia się też w akcjach charytatywnych. Grupa Charytatywna Pokolenie Jana Pawła II podjęła się pomocy wychowankom z domów dziecka. Studenci pomagają również dzieciom w świetlicy Małe Dzieci działającej przy parafii Św. Teresy i Św. Jana Bosko w Łodzi.
W DA „Węzeł” organizowane są pielgrzymki (w tym na Jasną Górę), wyjazdy sportowe oraz obozy wakacyjne.

## Duszpasterze
Obecnie duszpasterzami DA „Węzeł” są ks. Andrzej Wujek (od 2020) i ks. Jarosław Stasiński (od 2021). W przeszłości funkcję tę sprawowali: ks. Jan Palusiński (1964–1969), ks. Antoni Gabrel (1969–1973), ks. Władysław Ciszewski (1973–1976), ks. Stanisław Bogdański (1976–1980), ks. Józef Pietrusik (1980–1987), ks. Walerian Jastrzębiec-Święcicki (1987–1996), ks. Łukasz Woźniak (1993–1999), ks. Jan Rusiecki (1999–2001), ks. Marek Kędzierski (1996–2002), ks. Waldemar Trendziuk (2001–2002), ks. Maciej Drewniak (2002–2005), ks. Dionizy Mróz (2002–2007), ks. Marian Chalecki (2006–2021), ks. Piotr Sosnowski (2007–2008), ks. Maciej Makuła (2008–2010), ks. Józef Skowron (2010–2012), ks. Przemysław Solarski (2012–2013) oraz ks. Sławomir Piotrowski (2013–2019).